# Гарин, Юрий Михайлович
Юрий Михайлович Гарин (настоящая фамилия Герштейн; 6 мая 1934, Умань, Киевская область, Украинская ССР — 23 августа 2012, Болгария) — советский и российский поэт-песенник, конферансье, пародист. Заслуженный артист Российской Федерации (1994).

## Биография
В 1952 г. окончил культпросветучилище в Симферополе. Работал в качестве конферансье на эстраде в филармониях Ялты, Кировограда, Орла, Челябинска, Государственном оркестре Армении, Ленинградском эстрадном оркестре. С 1980 г. — артист Москонцерта.
На стихи Гарина написано около шестисот песен. Первая из них, «Уличные фонари», появилась на свет в 1963 году. Музыку к этой песне написал и исполнил популярный в то время певец, репатриировавшийся из Франции на родину в Армению, Жан Татлян, с которым в качестве конферансье Юрий Гарин работал в знаменитом эстрадном оркестре Константина Орбеляна.
С 1996 года Юрий Гарин вместе со своей супругой, певицей Инной Вачнадзе, жил в Израиле, в городе Нетания. Он много работал: выступал в концертах и на радио, писал стихи для новых песен и каждым летом возил их в Москву. Хорошая дружба связывала Юрия Михайловича с общиной кавказских евреев Нетании. Мы поддерживали организацию его концертов, а певец Сергей Ильясафов исполнял песни на стихи Гарина на всех его творческих вечерах.
Автор стихов многих известных песен, которые исполняли:
- Ефим Александров («Фаршированная рыба»[3] и «С приветом, Моня», муз. О. Фельцмана[4]);
- Ирина Аллегрова («За тех, кто рядом», муз. О. Фельцмана[5]; «Маэстро», муз. И. Аллегровой[6]);
- Олег Анофриев («Ты, а не другая», муз. В. Михайлова);
- Владимир Басов («Танго холостяка», муз. А. Морозова[7]);
- Ольга Воронец («Золотая свадьба», муз. В. Хвойницкого);
- Тамара Гвердцители («Не уезжай», муз. В. Михайлова; «Шлягер моей мамы», муз. А. Ческиса);
- «Голубые гитары» («Вишня», муз. И. Гранова);
- Людмила Зыкина («Подарите женщине любовь», муз. А. Аверкина);
- Ренат Ибрагимов («Уличные фонари», муз. Ж. Татляна);
- Алла Иошпе и Стахан Рахимов («Осенние колокола»[8], «Самовар»[9], «Седые юбилеи» и «Тумбочка», муз. О. Фельцмана; «Улетают птицы», муз. В. Хвойницкого);
- Вахтанг Кикабидзе («Ты, а не другая», муз. В. Михайлова[10]);
- Иосиф Кобзон («В тихом переулочке», «Одесса-мама», «Осенние колокола», «Скороходники», «Сыновья» и «Танцуем танго», муз. О. Фельцмана; «Песня о России», муз. В. Темнова);
- Мария Кодряну («Рио-де-Жанейро», муз. А. Морозова; «Рыжий клоун», муз. В. Мигули);
- Майя Кристалинская («Знакомый мотив», муз. С. Мелика);
- Валерий Леонтьев («Аладдин», «Воздуха глоток», «Гимн „Овации“», «Деньги», «Мона Лиза», «Охрани меня» и «Полнолуние», муз. А. Гарнизова);
- Лев Лещенко («Цвет разлуки», муз. А. Синицкого; «Танго под окном», муз. А. Лукьянова);
- Мария Лукач («Скромный ужин», муз. В. Рубашевского);
- «Любэ» («Мама», муз. О. Фельцмана);
- Евгений Мартынов («Васильковые глаза», муз. Ю. Мартынова[11]);
- «Мегаполис» («И пусть качает», муз. В. Мигули[12]);
- Владимир Мигуля («Туда-сюда», муз. В. Мигули);
- Борис Моисеев («Паганини», муз. К. Брейтбурга[13]);
- Клара Новикова («Дедушка-сапожник», муз. О. Фельцмана; «Плод любви», муз. А. Гарнизова[14]);
- «Поющие сердца» («Не надо», муз. С. Мелика);
- Жан Татлян («Уличные фонари», муз. Ж. Татляна);
- Валентина Толкунова («Родители наши», муз. О. Фельцмана);
- Эдуард Хиль («Спасибо за туман», муз. А. Морозова);
- Екатерина Шаврина («Осенью черёмуха не цветёт», муз. В. Михайлова);
- Ефим Шифрин («Много надо ли еврею», муз. А. Гарнизова)

В одном из выпусков программы «Вокруг смеха» («Отставка Александра Иванова», 1988) Юрий Гарин выступил с пародией на Владимира Этуша. Кроме того, в разное время пародировал Аркадия Райкина, Василия Меркурьева, Леонида Утёсова, Анатолия Папанова, Евгения Леонова и других известных артистов.
Озвучивал Волка в музыкальной сказке Аркадия Хайта «Происшествие в стране Мульти-Пульти» (1982).

## Семья
- Первая супруга — Фейдерова Сталина Иосифовна, вторая супруга — Вачнадзе Инаида Александровна.
- Сын — Гарин Марк Юрьевич (от первого брака).
- Внуки: Ланге Юлия Марковна (актриса, певица, блогер), Гарин Михаил Маркович.